# Inline-Skaterhockey-Bundesliga 2009
Die Saison 2009 war die 14. Spielzeit der Inline-Skaterhockey-Bundesliga. Dabei wird zum 24. Mal ein Deutscher Meister ermittelt. Ausrichter ist die Sportkommission Inline-Skaterhockey Deutschland im Deutschen Rollsport und Inline-Verband. Die Hauptrunde startete am 21. März 2009. Deutscher Meister wurde der HC Köln-West, welcher sich im Finale gegen die Duisburg Ducks durchsetzen konnte.

## Teilnehmer

### 1. Bundesliga Nord
Die 1. Bundesliga Nord umfasste neun Mannschaften mit den drei Aufsteigern aus der 2. Bundesliga Nord, den Ahauser Maidy Dogs, Salt City Boars Lüneburg und Rollin’ Pumpkins Oldenburg. Nicht mehr dabei ist der Absteiger Crefelder SC.
| Klub                       | Standort    | Vorjahr                   | Play-offs                 |
| -------------------------- | ----------- | ------------------------- | ------------------------- |
| Ahauser Maidy Dogs         | Ahaus       | 1. der 2. Bundesliga Nord | 1. der 2. Bundesliga Nord |
| Bissendorfer Panther       | Wedemark    | 3. Nord                   | Halbfinale                |
| Crash Eagles Kaarst        | Kaarst      | 6. Nord                   | -                         |
| Duisburg Ducks             | Duisburg    | 2. Nord                   | Deutscher Meister         |
| Highlander Lüdenscheid     | Lüdenscheid | 1. Nord                   | Vizemeister               |
| Rostocker Nasenbären       | Rostock     | 5. Nord                   | -                         |
| Rollin’ Pumpkins Oldenburg | Oldenburg   | 3. der 2. Bundesliga Nord | 3. der 2. Bundesliga Nord |
| SHC Rockets Essen 1985     | Essen       | 4. Nord                   | Halbfinale                |
| Salt City Boars Lüneburg   | Lüneburg    | 2. der 2. Bundesliga Nord | 2. der 2. Bundesliga Nord |

### 1. Bundesliga Süd
Die 1. Bundesliga Süd umfasste ebenfalls neun Mannschaften mit den Aufsteigern aus der 2. Bundesliga Süd, den Freiburg Beats und den Badgers Spaichingen. Außerdem wechselten Samurai Iserlohn und die MSC Mambas aus der Nord- in die Süd-Staffel.
| Klub                      | Standort             | Vorjahr                  | Play-offs                |
| ------------------------- | -------------------- | ------------------------ | ------------------------ |
| TV Augsburg               | Augsburg             | 3. Süd                   | Viertelfinale            |
| Badgers Spaichingen       | Spaichingen          | 2. der 2. Bundesliga Süd | 2. der 2. Bundesliga Süd |
| Düsseldorf Rams           | Düsseldorf           | 5. Süd                   | -                        |
| Freiburg Beasts           | Freiburg im Breisgau | 1. der 2. Bundesliga Süd | 1. der 2. Bundesliga Süd |
| HC Köln-West              | Köln                 | 2. Süd                   | Viertelfinale            |
| Mendener Mambas           | Menden (Sauerland)   | 8. Nord                  | -                        |
| Samurai Iserlohn          | Iserlohn             | 7. Nord                  | -                        |
| TSV Schwabmünchen Mammuts | Schwabmünchen        | 1. Süd                   | Viertelfinale            |
| Uedesheim Chiefs          | Neuss                | 4. Süd                   | Viertelfinale            |

## Modus
Die Staffel Nord und gehen mit jeweils neun Mannschaften an den Start. Innerhalb jeder Staffel trifft jede Mannschaft in Hin- und Rückspiel auf jede andere Mannschaft. Für einen Sieg gibt es zwei Punkte, für ein Unentschieden einen Punkt. Bei Punktgleichheit zum Ende der Hauptrunde entscheidet der direkte Vergleich über die Rangfolge. Die ersten vier Mannschaften jeder Staffel erreichen die Play-offs. Die Teams auf den Rängen fünf bis sieben haben den Klassenerhalt erreicht. In dieser Saison war kein Direkt-Absteiger vorgesehen. Die Mannschaften auf den Rängen acht und neun sollten über Kreuz eine Play-down-Serie spielen. Die Sieger hätten in der 1. Bundesliga verbleiben, die Verlieren in der Relegation gegen die Zweiten der beiden Staffeln der 2. Bundesliga antreten sollen. Die beiden Meister der 2. Bundesliga steigen direkt in die 1. Bundesliga auf. Der Sieger der Play-offs ist Deutscher Meister.

## Vorrunde

### 1. Bundesliga Nord
|    | Mannschaft                 | Sp | S  | U | N  | Tore   | +/-  | P  |
| -- | -------------------------- | -- | -- | - | -- | ------ | ---- | -- |
| 1. | Duisburg Ducks             | 16 | 12 | 3 | 1  | 134:65 | + 69 | 27 |
| 2. | Highlander Lüdenscheid     | 16 | 11 | 3 | 2  | 133:69 | + 64 | 25 |
| 3. | Bissendorfer Panther       | 16 | 11 | 1 | 4  | 134:69 | + 65 | 23 |
| 4. | SHC Rockets Essen          | 16 | 9  | 3 | 4  | 108:65 | + 43 | 21 |
| 5. | Crash Eagles Kaarst        | 16 | 6  | 1 | 9  | 94:126 | − 32 | 13 |
| 6. | Ahauser Maidy Dogs         | 16 | 5  | 0 | 11 | 81:116 | − 35 | 10 |
| 7. | Rostocker Nasenbären       | 16 | 5  | 2 | 9  | 89:141 | − 52 | 10 |
| 8. | Salt City Boars Lüneburg   | 16 | 4  | 1 | 11 | 72:136 | − 64 | 9  |
| 9. | Rollin’ Pumpkins Oldenburg | 16 | 1  | 2 | 13 | 63:121 | − 58 | 4  |

### 1. Bundesliga Süd
|    | Mannschaft                | Sp | S  | U | N  | Tore    | +/-  | P  |
| -- | ------------------------- | -- | -- | - | -- | ------- | ---- | -- |
| 1. | HC Köln-West              | 16 | 14 | 1 | 1  | 127:69  | + 58 | 29 |
| 2. | TSV Schwabmünchen Mammuts | 16 | 12 | 0 | 4  | 145:110 | + 35 | 24 |
| 3. | TV Augsburg               | 16 | 11 | 0 | 5  | 119:81  | + 38 | 22 |
| 4. | Mendener Mambas           | 16 | 7  | 2 | 7  | 106:96  | + 10 | 16 |
| 5. | Freiburg Beasts           | 16 | 7  | 1 | 8  | 108:119 | − 11 | 15 |
| 6. | Düsseldorf Rams           | 16 | 6  | 1 | 9  | 97:104  | − 07 | 13 |
| 7. | Badgers Spaichingen       | 16 | 4  | 1 | 11 | 87:137  | − 50 | 9  |
| 8. | Uedesheim Chiefs*         | 16 | 5  | 0 | 11 | 103:125 | − 22 | 8  |
| 9. | Samurai Iserlohn          | 16 | 3  | 0 | 13 | 89:140  | − 67 | 7  |

- * Den Uedesheim Chiefs wurden nach einem Verbandsbeschluss zwei Punkte abgezogen.

Abkürzungen: Sp = Spiele, S = Siege, U = Unentschieden, N = Niederlagen, P = Punkte

Erläuterungen:

## Play-offs
Die Play-off-Spiele werden im Modus „Best of Three“ ausgetragen.

### Play-off-Baum
|  | Viertelfinale | Viertelfinale          | Viertelfinale          |   |                | Halbfinale | Halbfinale | Halbfinale |  |  | Finale | Finale | Finale |
|  |               |                        |                        |   |                |            |            |            |  |  |        |        |        |
|  | N1            | Duisburg Ducks         | 2                      |   |                |            |            |            |  |  |        |        |        |
|  | S4            | Mendener Mambas        | 0                      |   |                |            |            |            |  |  |        |        |        |
|  | S4            | Mendener Mambas        | 0                      |   | Duisburg Ducks | 2          |            |            |  |  |        |        |        |
|  |               |                        |                        |   | Duisburg Ducks | 2          |            |            |  |  |        |        |        |
|  |               |                        | Bissendorfer Panther   | 1 |                |            |            |            |  |  |        |        |        |
|  | S2            | Schwabmünchen Mammuts  | Bissendorfer Panther   | 1 | 0              |            |            |            |  |  |        |        |        |
|  | S2            | Schwabmünchen Mammuts  |                        |   |                |            |            |            |  |  |        |        |        |
|  | N3            | Bissendorfer Panther   | 2                      |   |                |            |            |            |  |  |        |        |        |
|  | N3            | Bissendorfer Panther   | 2                      |   | HC Köln-West   | 2          |            |            |  |  |        |        |        |
|  |               |                        |                        |   | HC Köln-West   | 2          |            |            |  |  |        |        |        |
|  |               |                        | Duisburg Ducks         | 1 |                |            |            |            |  |  |        |        |        |
|  | N2            | Highlander Lüdenscheid | Duisburg Ducks         | 1 | 2              |            |            |            |  |  |        |        |        |
|  | N2            | Highlander Lüdenscheid |                        |   |                |            |            |            |  |  |        |        |        |
|  | S3            | TV Augsburg            | 1                      |   |                |            |            |            |  |  |        |        |        |
|  | S3            | TV Augsburg            | 1                      |   | HC Köln-West   | 2          |            |            |  |  |        |        |        |
|  |               |                        |                        |   | HC Köln-West   | 2          |            |            |  |  |        |        |        |
|  |               |                        | Highlander Lüdenscheid | 0 |                |            |            |            |  |  |        |        |        |
|  | S1            | HC Köln-West           | Highlander Lüdenscheid | 0 | 2              |            |            |            |  |  |        |        |        |
|  | S1            | HC Köln-West           |                        |   |                |            |            |            |  |  |        |        |        |
|  | N4            | Rockets Essen          | 0                      |   |                |            |            |            |  |  |        |        |        |

### Viertelfinale
|                           |   |                      | Serie | 1          | 2    | 3   |
| ------------------------- | - | -------------------- | ----- | ---------- | ---- | --- |
| Duisburg Ducks            | – | Mendener Mambas      | 2:0   | 11:2       | 6:3  | -   |
| HC Köln-West              | – | Rockets Essen        | 2:0   | 7:3        | 8:4  | -   |
| Highlander Lüdenscheid    | – | TV Augsburg          | 2:1   | 4:3        | 3:12 | 8:7 |
| TSV Schwabmünchen Mammuts | – | Bissendorfer Panther | 0:2   | 6:12 n. V. | 4:7  | -   |

### Halbfinale
|                |   |                        | Serie | 1   | 2   | 3   |
| -------------- | - | ---------------------- | ----- | --- | --- | --- |
| Duisburg Ducks | – | Bissendorfer Panther   | 2:1   | 8:7 | 3:5 | 5:3 |
| HC Köln-West   | – | Highlander Lüdenscheid | 2:0   | 6:4 | 5:4 | -   |

### Finale
|              |   |                | Serie | 1   | 2          | 3   |
| ------------ | - | -------------- | ----- | --- | ---------- | --- |
| HC Köln-West | – | Duisburg Ducks | 2:1   | 7:5 | 8:10 n. V. | 7:6 |

## Abgesetzte Play-downs
Die Play-down-Spiele hätten im Modus „Best of Three“ ausgetragen werden sollen.
Nach dem Tabellenstand hätten sich folgende Play-down-Paarungen ergeben:
Rollin’ Pumpkins Oldenburg – Uedesheim Chiefs

Salt City Boars Lüneburg – Samurai Iserlohn
Die Rollin’ Pumpkins Oldenburg hatten ihren Verzicht auf die Play-downs erklärt und galten damit als Absteiger aus der 1. Bundesliga. Die Uedesheim Chiefs hatten damit kampflos den Klassenerhalt erreicht. Infolgedessen wurde auch die zweite Play-down-Serie von der ISHD abgesetzt. Hintergrund ist, dass die ISHD dem Verein Uedesheim Chiefs durch eine falsche Interpretation der Wettkampfordnung für das Spiel Samurai Iserlohn gegen Uedesheim Chiefs am 29. August 2009 die Spielberechtigung für einen gesperrten Spieler zum Nachteil von Samurai Iserlohn bestätigt hat. Da die Spielwertung gemäß Wettkampfordnung nach vier Wochen rechtsgültig war, konnte dieser Fehler der ISHD formal korrekt nicht mehr korrigiert werden, zumal Uedesheim auch keine Schuld an dieser Problematik traf. Bei einer Spielwiederholung und einem möglicherweise anderen Spielergebnis hätten sich andere Spielpaarungen in den Play-downs ergeben können, was aufgrund des Verzichts Oldenburgs zu Wettbewerbsverzerrungen hätte führen können. Durch diese Entscheidung hatten Uedesheim, Lüneburg und Iserlohn den Klassenerhalt gesichert. Als Konsequenz dieser Entscheidung wurden auch die folgenden Relegationsspiele gegen die Zweiten der 2. Bundesliga abgesetzt, die kampflos zu Aufsteigern erklärt worden sind.

## Aufsteiger
Aus den 2. Bundesligen steigen die Berlin Buffalos (Meister 2. Bundesliga Nord) und die Hotdogs Bräunlingen (Meister 2. Bundesliga Süd) sowie nach dem oben beschriebenen Verbandsbeschluss auch der Crefelder SC (Zweiter 2. Bundesliga Nord) und der IHC Atting (Zweiter 2. Bundesliga Süd) direkt in die 1. Bundesliga auf.

## Pokalsieger
Im Endspiel um den Deutschen Inline-Skaterhockey-Pokal 2009 gewann der TV Augsburg am 12. Dezember 2009 gegen den HC Köln-West in Duisburg mit 8:4.